# ميتشل (جورجيا)
ميتشل (بالإنجليزية: Mitchell, Georgia)‏ هي بلدة تقع في مقاطعة غلاسكوك، جورجيا بولاية جورجيا في الولايات المتحدة. تبلغ مساحتها 3.8 (كم²)، وترتفع عن سطح البحر 163 م، بلغ عدد سكانها 173 نسمة في عام 2000 حسب إحصاء مكتب تعداد الولايات المتحدة وتصل الكثافة السكانية فيها 45.5 نسمة/كم2.

## وصلات خارجية
- The US50 - Cities and Towns in Georgia State
- Georgia Cities and Towns, Facts, Map, Flag, Colleges, Government, and More